# Věteřovská kultura

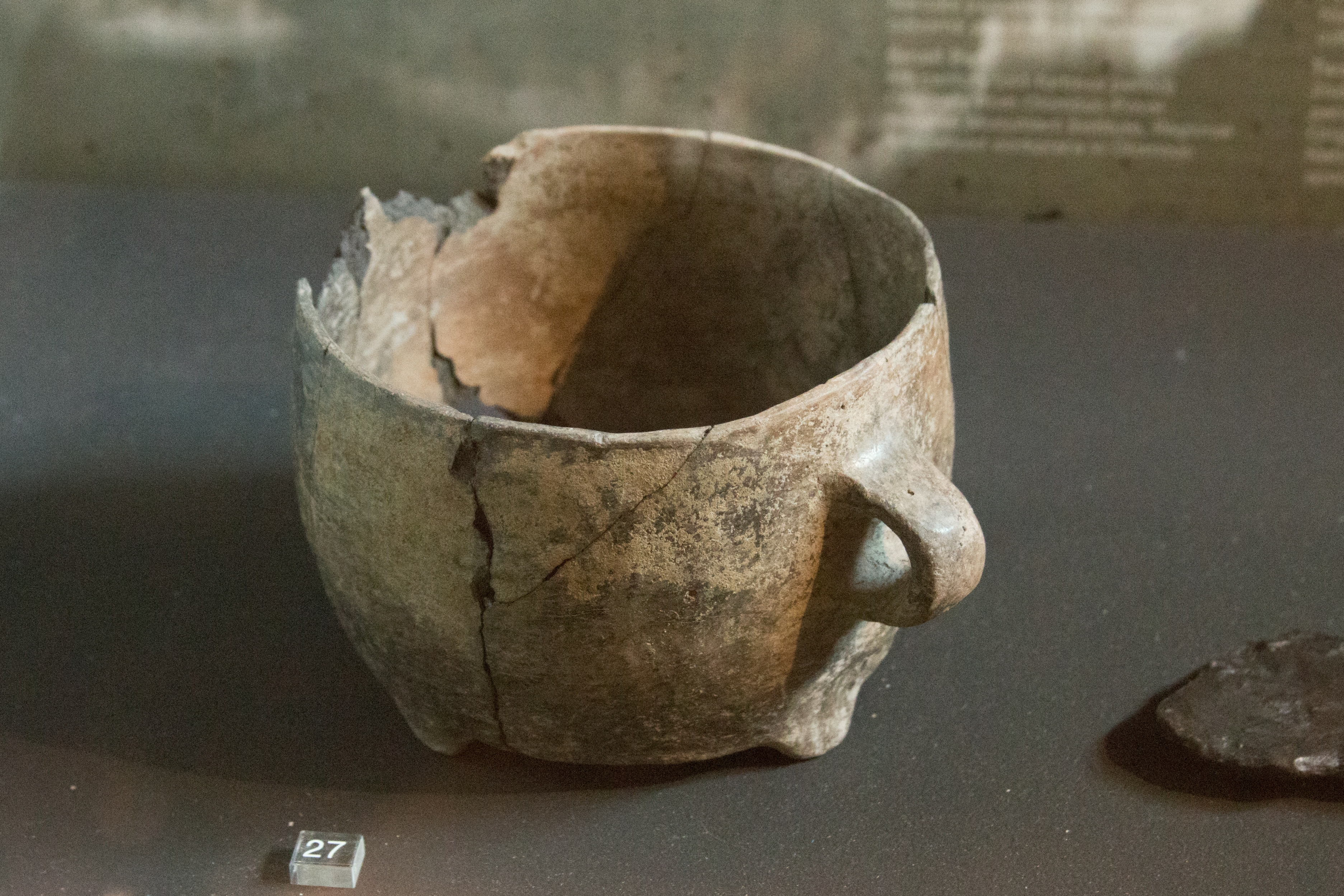
Keramika věteřovské kultury vystavená v Arcidiecézním muzeu Olomouc

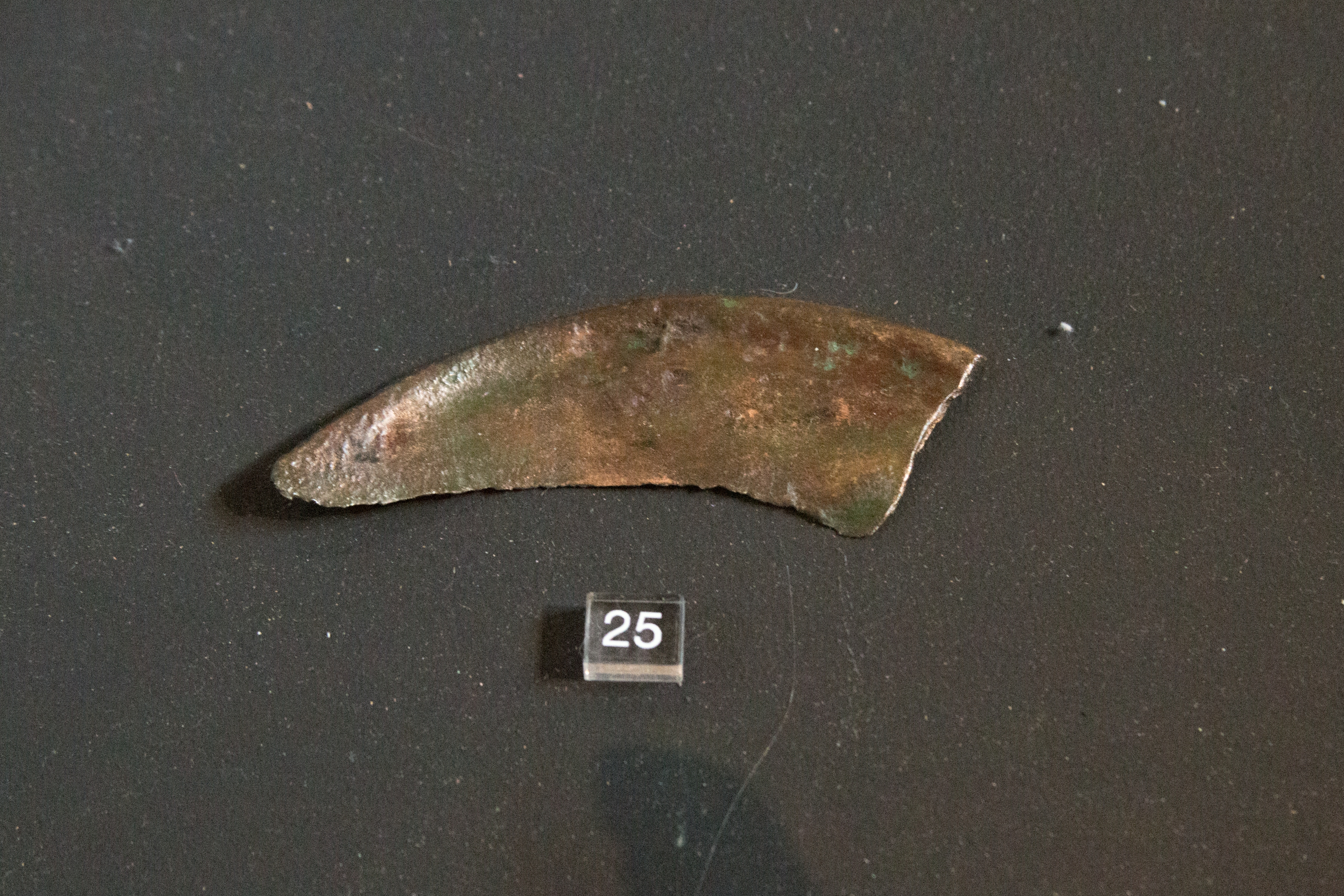
Bronzový srp vystavený v Arcidiecézním muzeu Olomouc

Věteřovská kultura je archeologická kultura závěru starší doby bronzové pojmenovaná podle výšinné lokality u Věteřova v okrese Hodonín, která společně s takzvanou maďarovskou skupinou (dle lokality Maďarovce, Slovensko, okr. Levice) tvoří tzv. věteřovsko-maďarovskou kulturu. Věteřovská skupina náleží k tzv. protourbánnímu horizontu. Tak označujeme některé středoevropské archeologické kultury závěru starší doby bronzové, které se svým charakterem (opevněná sídliště pravděpodobně centrálního charakteru, rozvinuté dálkové kontakty atd.) vzdáleně přibližují civilizacím tehdejšího Středomoří (mínojské a mykénské kultuře).

## Dějiny bádání
V období prvotního bádání o starší době bronzové, byly památky věteřovské skupiny řazeny k únětické kultuře, resp. jejímu závěru. První samostatné vydělení pozdější věteřovské skupiny publikoval Karel Tihelka roku 1946, který ji označil za tzv. věteřovský typ.

## Přírodní poměry
Z klimatického hlediska spadá starší doba bronzová (tedy včetně období věteřovské skupiny) do období tzv. subboreálu, jehož klima bylo relativně vlhké a teplé (teplotní průměry se pohybovaly přibližně o 2 °C výše než dnes).

## Rozšíření
Věteřovské nálezy jsou známy z území Čech, Moravy, jihozápadního Slovenska a Dolního Rakouska.

## Sídliště
Z období věteřovské skupiny jsou známa jak neopevněná nížinná sídliště, tak výrazně se rozvíjející výšinné opevněné areály (hradiště), které jsou považovány za centrální lokality s důležitou funkcí v obchodě a výrobě (zejm. barevné metalurgii).

### Výšinné areály
Mezi nejlépe prozkoumané výšinné areály věteřovské skupiny patří opevněný areál na návrší Cezavy na katastru obce Blučina. Tato lokalita byla zkoumána nejprve pouze sondážemi, které prováděl Karel Tihelka v letech 1948 až 1960. Systematický výzkum započal na lokalitě až v roce 1983. Tento výzkum provádělo Moravské Muzeum v Brně, pod vedením Milana Salaše.

## Pohřební ritus

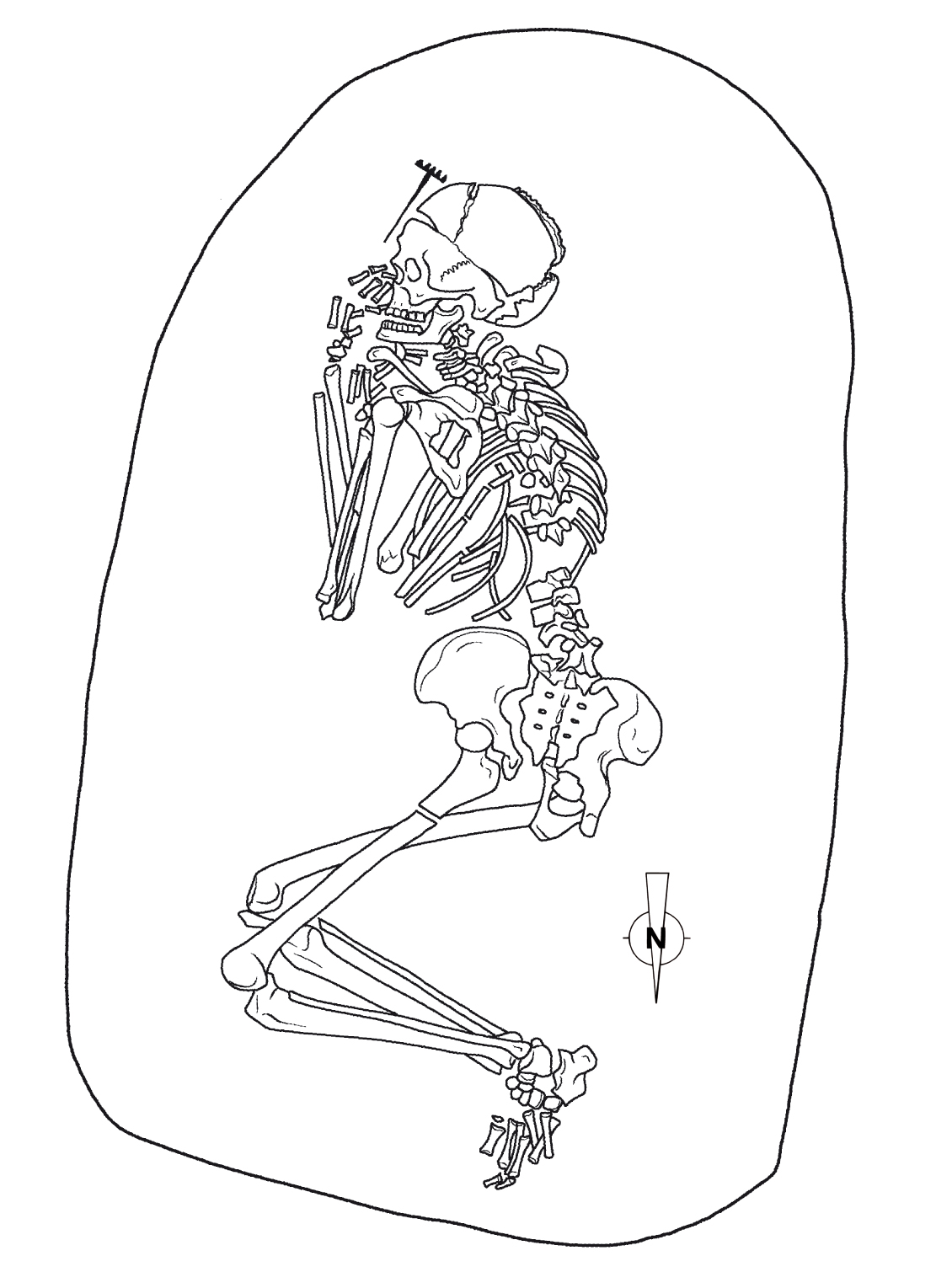
Poloha kostry v hrobu č. 47 na pohřebišti Franzhausen Swietelsky I

Na rozdíl od předcházející únětické kultury, výrazně ubylo v období věteřovské skupiny památek funerálního charakteru. Počet známých pohřebišť je velmi nízký (dlouhou dobu badatelé předpokládali, že nositelé věteřovské skupiny vůbec na pohřebištích nepohřbívali), vyšší je pak výskyt pohřbů v sídlištních objektech (např. zásobních jamách), popřípadě pohřby dětí v nádobách tzv. (pithoích).

### Pohřebiště
Asi nejlépe známým věteřovským pohřebištěm v Čechách je areál z Prahy-Bohnic. Pohřební ritus zdejších hrobů celkem odpovídá zvyklostem předcházejícího období, tj. mladšímu období únětické kultury. Pohřbení jedinci byly uloženi ve skrčené poloze, hlavní osou skeletu ve směru sever–jih (hlavou k jihu), hrobová jáma byla upravena kamenným obložením. Pohřby byly vybaveny keramickými nádobami, zemřelí a jejich kroj byli zdobeni menším počtem bronzových předmětů (šat sepnutý jehlicemi, vlasy zdobeny bronzovými kroužky, atd.), výjimečně i předměty z jantaru (korálky).
Z území Moravy je známo šestnáct lokalit (osm z nich však není zcela průkazných) s hroby věteřovské skupiny. Mezi nejstarší známé a také nejlépe prozkoumané patří hroby z mohylníku v Boroticích, kde bylo v několika mohylách zaznamenáno celkem 52 hrobů datovatelných do období věteřovské skupiny. Jedná se o poměrně jedinečnou lokalitu, jelikož de facto jinde z období věteřovsko-maďarovské kultury pohřby pod mohylami neznáme.

### Pohřby v sídlištních objektech
Pohřby v sídlištních objektech jsou v období věteřovské skupiny podstatně častější, resp. archeologicky častěji zaznamenávané, než pohřby uložené v hrobových jamách na samostatných pohřebištích. Tento zvyk ukládat zemřelé jedince do sídlištních jam (obvykle tzv. zásobních jam, u kterých se předpokládá, že původně sloužily ke skladování obilí) je dobře známý již z předcházejícího období únětické kultury. Nálezy lidských objektů v sídlištních jamách jsou různé. Může se jednat pouze o jednotlivé kosti či části skeletu, které se v některých případech mohly dostat do objektu i neúmyslně, nebo častěji o prokazatelně intencionální pohřby celých skeletů. Ty mohou být jednak uloženy způsobem, který je znám z „regulérních“ pohřbů v hrobových jamách (uložení na boku ve skrčené poloze, přítomnost pohřební výbavy atd.) nebo způsobem, který se jeví jako nepietní, kdy je například skelet v pozici, která naznačuje jeho vhození do objektu, popř. odporuje zvykům známým z pohřbů v hrobových jamách.